# Bertrand Marchand
Bertrand Marchand (* 27. April 1953 in Dinan; † 26. August 2023) war ein französischer Fußballspieler und -trainer.

## Spielerkarriere
In seiner 13-jährigen Karriere war Bertrand Marchand für drei französische Fußballvereine tätig. Die ersten acht Jahre spielte er für Stade Rennes, wobei die Hälfte dieser Zeit in der höchsten französischen Spielklasse abgeleistet wurde. Marchand selbst kam in der Division 1 allerdings nur während der Saison 1976/77 zum Einsatz. Danach wechselte er in die zweite Liga zum Fußballverein UESM der Kleinstadt Montmorillon. Zwei Jahre später ging Marchand noch eine Liga tiefer zum damaligen Drittligisten und heutigen Amateurverein Thouars Foot 79.

## Trainerkarriere
1985 beendete er mit 32 Jahren seine Zeit als aktiver Fußballspieler und übernahm das Traineramt bei Thouars Foot 79. Ganze zwölf Jahre blieb er seinem Verein treu, bis er von seinem damals ersten Profiverein Stade Rennes verpflichtet wurde und dort verschiedene Trainerstellen im Nachwuchs und der Reserve ausfüllte. 2002 ging er zum Erstligisten EA Guingamp und erhielt dort seinen ersten Vertrag als Cheftrainer im Profifußball. Nachdem der Verein 2003 noch den 7. Platz erreichen konnte, stieg er 2004 ab und entließ den Franzose als Trainer. Daraufhin wechselte Marchand erstmals ins Ausland und wurde Trainer von Club Africain Tunis, einem der erfolgreichsten tunesischen Fußballvereine. Im Jahre 2006 erreichte er mit der Mannschaft den Einzug ins Finale des nationalen Pokals, unterlag jedoch mit 4:5 im Elfmeterschießen gegen Espérance Sportive de Tunis. Ab 2007 trainierte Marchand mit Étoile Sportive du Sahel einen weiteren sehr erfolgreichen tunesischen Club. Bereits in seiner ersten Saison gelang ihm dort neben dem Gewinn der Meisterschaft auch der Triumph in der afrikanischen Champions League. Im Finalrückspiel besiegte seine Mannschaft al Ahly Kairo aus Ägypten mit 3:1 (Hinspiel 0:0). In der darauf folgenden Saison wurde auch der afrikanische Super Cup gewonnen. Nach der Saison übernahm er den Trainerposten bei Al-Khor Sports Club in der Qatar Stars League. Im Juni 2010 wurde Marchand durch seinen Landsmann Alain Perrin ersetzt und war dann bis zum Ende des Jahres Trainer der tunesischen Fußballnationalmannschaft.
Bertrand Marchand starb im August 2023 im Alter von 70 Jahren.

## Titel
- als Trainer:
  - Tunesischer Meister: 2007
  - CAF Champions League: 2007
  - CAF Super Cup: 2008